# Krivogaštani
Krivogaštani (in macedone Кривогаштани?) è un comune urbano della Macedonia del Nord.

## Geografia fisica
Il comune confina ad ovest con il comune di Kruševo, a nord con quello di Dolneni, con Prilep a est e con Mogila a sud.

## Società

### Evoluzione demografica
In base al censimento del 2002 il comune ha 6 150 abitanti così divisi dal punto di vista etnico:
- Macedoni = 6 126
- Rrom = 8
- Serbi = 6
- Altri = 10

## Località
Il comune è formato dall'insieme delle seguenti località:
- Krivogaštani (sede comunale)
- Vrbjani
- Slavej
- Obršani
- Krušeani
- Pašino Ruvci
- Bela Crkva
- Vogjani
- Korenica
- Godivje
- Borotino
- Mirče Acev
- Zapoložani II